# Bolesław Szczerba

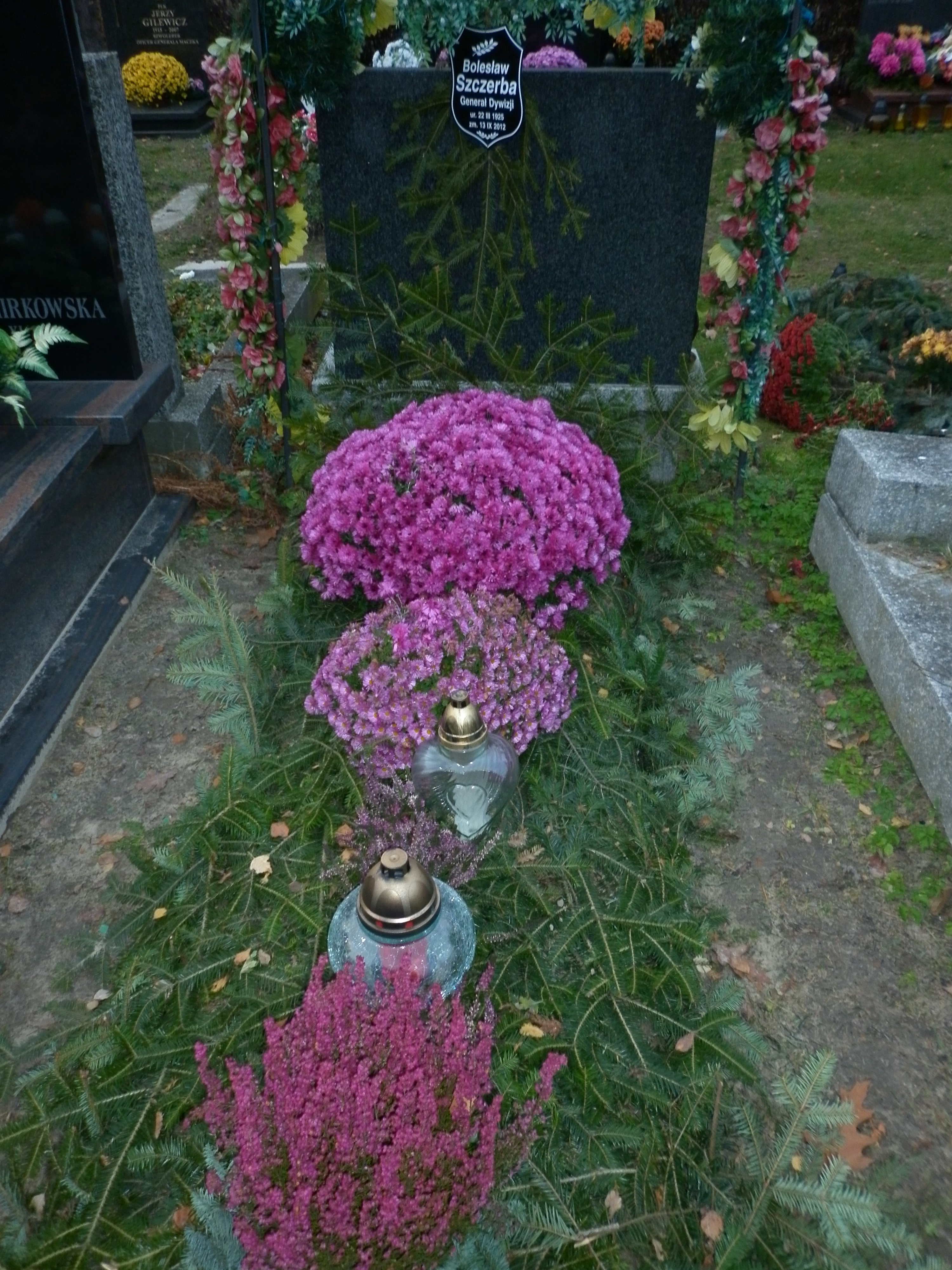
Grób Bolesława Szczerby na Cmentarzu Wojskowym na Powązkach

Bolesław Szczerba (ur. 22 marca 1925 w Wyderce, powiat Prużana, zm. 13 września 2012) – polski działacz państwowy, generał dywizji Ludowego Wojska Polskiego, oficer służb kwatermistrzowskich. Był m.in. komendantem Wyższej Szkoły Oficerskiej Służb Kwatermistrzowskich, zastępcą dowódcy – kwatermistrzem Warszawskiego Okręgu Wojskowego i zastępcą Głównego Kwatermistrza Wojska Polskiego.

## Życiorys
Do wybuchu wojny uzyskał niepełne wykształcenie średnie. 6 sierpnia 1944 wstąpił do 61 pułku artylerii przeciwlotniczej (część 3 Dywizji Artylerii 2 Armii WP). Uczestniczył w działaniach bojowych dywizji do zakończenia wojny, walczył m.in. nad Nysą Łużycką jako starszy ogniomistrz. Po wojnie został szefem kancelarii tajnej sztabu dywizji. Nominację na stopień chorążego w korpusie oficerów artylerii przeciwlotniczej otrzymał w sierpniu 1946. Po rozformowaniu dywizji i jej przeformowaniu na 86 Pułk Artylerii Przeciwlotniczej w Leszne pełnił służbę w sztabie tego pułku. W latach 1947–1948 ukończył Wyższy Kurs Kwatermistrzowski w grupie oficerow kwaterunkowo-budowlanych przy III wiceministerstwie obrony narodowej w Warszawie. W 1948 objął stanowisko oficera kwaterunkowo-budowlanego w nowo formowanej eskadrze lotniczej Marynarki Wojennej w Wicku Morskim. W 1949 został przeniesiony do Departamentu Kwaterunkowego MON w Warszawie. W latach 1950–1953 studiował w Akademii Tyłów i Zaopatrzenia ZSRR w Kalininie. Po powrocie do kraju w 1953 pełnił kolejno obowiązki w sztabie Tyłów WP na stanowiskach szefa wydziału organizacji i planowania, zastępcy szefa sztabu Tyłów (1955-1956) i szefa sztabu Tyłów (1956). W 1954 awansowany do stopnia podpułkownika. W 1956 ukończył Liceum Ogólnokształcące dla Pracujących i uzyskał śwadectwo maturalne. W grudniu 1956 został wyznaczony na stanowisko komendanta Oficerskiej Szkoły Służb Kwatermistrzowskich w Poznaniu, która od 1957 nosiła nazwę Ośrodka Szkolenia Służb Kwatermistrzowskich. W 1960 awansował na pułkownika i rozpoczął studia zaoczne na Wydziale Filozoficzno-Historycznym Uniwersytetu im. Adama Mickiewicza w Poznaniu. W latach 1962–1967 był kwatermistrzem - zastępcą dowódcy Warszawskiego Okręgu Wojskowego. W październiku 1966 awansowany uchwałą Rady Państwa PRL do stopnia generała brygady. Nominację wręczył mu w Belwederze przewodniczący Rady Państwa Edward Ochab. W latach 1967–1972 był zastępcą Głównego Kwatermistrza Wojska Polskiego. W 1972 ukończył Kurs Operacyjno-Strategiczny w Wojskowej Akademii Sztabu Generalnego Sił Zbrojnych ZSRR im. Klimenta J. Woroszyłowa w Moskwie. W 1973 został oddelegowany do pracy poza wojskiem w Najwyższej Izbie Kontroli, gdzie był dyrektorem Zespołu Obrony Narodowej i Spraw Wewnętrznych NIK, a następnie dyrektorem Zespołów Specjalnych NIK. W 1976 uzyskał stopień doktora nauk ekonomicznych na Wydziale Ekonomiczno-Wojskowym Wojskowej Akademii Politycznej po obronie rozprawy na temat "Państwowa kontrola gospodacza w systemie obronnym państwa". W październiku 1979 awansowany uchwałą Rady Państwa do stopnia generała dywizji. W latach 1982–1990 dyrektor generalny NIK, od 1981 był także członkiem kolegium NIK powołanym przez Radę Państwa.  
10 kwietnia 1990 pożegnany przez ministra obrony narodowej gen. armii Floriana Siwickiego w związku z zakończeniem zawodowej służby wojskowej i 26 listopada 1990 przeniesiony w stan spoczynku. 
Pochowany na cmentarzu Powązki Wojskowe w Warszawie (kwatera FII-10-15).

## Odznaczenia
- Order Sztandaru Pracy II klasy (1978)
- Krzyż Komandorski Orderu Odrodzenia Polski (1968)
- Krzyż Oficerski Orderu Odrodzenia Polski (1964)
- Krzyż Walecznych (1945)
- Złoty Krzyż Zasługi (1959)
- Medal 10-lecia Polski Ludowej
- Medal 30-lecia Polski Ludowej
- Medal 40-lecia Polski Ludowej
- Złoty Medal „Siły Zbrojne w Służbie Ojczyzny” (1968)
- Srebrny Medal Siły Zbrojne w Służbie Ojczyzny
- Złoty Medal Za zasługi dla obronności kraju (1974)
- Złota Odznaka Honorowa „Zasłużony dla kontroli państwowej” (1988)
- Order Czerwonego Sztandaru (Czechosłowacja, 1970)[2]
- Wpis do Honorowej Księgi Zasłużonych Pracowników NIK (1989)

I inne.

## Życie prywatne
Syn Jana i Janiny z Demeckich. Mieszkał w Warszawie. Był żonaty, miał dwóch synów.